# Réguiny
Réguiny é uma comuna francesa na região administrativa da Bretanha, no departamento Morbihan. Estende-se por uma área de 28,11 km². Em 2010 a comuna tinha 2 030 habitantes (densidade: 72,2 hab./km²).